# FK Rudar Pljevlja
El FK Rudar Pljevlja és un club de futbol montenegrí de la ciutat de Pljevlja.
El FK Rudar (Miner) va ser fundat el 1920 com a Breznik, canviant el nom a Sandžak tres anys més tard. Després de la Segona Guerra Mundial esdevingué FK Jedinstvo, fins al 1947 que adoptà el nom Jakić en honor al president Velimir Jakić. El mateix any arribà a quarts de final de la copa iugoslava on fou eliminat pel FK Sarajevo 3–2 a la pròrroga. E 1955 adoptà el nom Rudar.

## Palmarès
- Lliga montenegrina de futbol:[3]
  - 2009–10, 2014–15

- Copa montenegrina de futbol:[4]
  - 2006–07, 2009–10, 2010–11, 2015–16